# 하코자키큐다이마에역
하코자키큐다이마에역(일본어: 箱崎九大前駅)은 일본 후쿠오카현 후쿠오카시 히가시구 하코자키 3초메에 소재하는 후쿠오카 시 교통국 지하철 하코자키 선의 역이다. 역 번호는 H06이다.
역의 심벌 마크는 역 주변의 지요노마쓰바라에 가지를 큐다이에 비유하여 "큐(九)"의 글자를 본딴 것이다.

## 역사
- 1983년 9월 12일: 역명 결정.
- 1986년
  - 1월 31일: 마이다시큐다이뵤인마에 ~ 당역간 연장에 따라 영업 개시, 개통 당시에는 시・종착역이었음.
  - 11월 12일: 가이즈카 역까지 연장되면서 중간역이 됨.

## 역 구조
지하 2층에 섬식 승강장 1면 2선의 지하역이다.

### 승강장
| 1 | ■ 하코자키 선 | 가이즈카 행 (니시테쓰신구 방면은 가이즈카에서 환승) |
| 2 | ■ 하코자키 선 | 나카스카와바타・덴진・니시진・메이노하마 방면       |

## 이용 상황
2015년도의 1일 평균 승차 인원은 3,653명이다.
최근 1일 평균 승차 인원의 추이는 아래 표와 같다.
| 연도   | 1일 평균 승차 인원 |
| ------ | ------------------ |
| 2001년 | 3,159              |
| 2002년 | 3,230              |
| 2003년 | 3,222              |
| 2004년 | 3,146              |
| 2005년 | 3,195              |
| 2006년 | 3,213              |
| 2007년 | 3,165              |
| 2008년 | 3,273              |
| 2009년 | 3,407              |
| 2010년 | 3,504              |
| 2011년 | 3,629              |
| 2012년 | 3,742              |
| 2013년 | 3,820              |
| 2014년 | 3,664              |
| 2015년 | 3,653              |

## 역 주변
역명의 유래인 규슈 대학은 하코자키에서 이전을 했다.
- 규슈 대학 하코자키 캠퍼스
- 하코자키역 - 큐슈여객철도(JR 큐슈) 가고시마 본선
- 마쓰바라 보육원
- 하코자키 마쓰바라 우체국
- 스시로 후쿠오카 하코자키 점
- 법무국 하코자키 출장소
- 후쿠오카 야마다 병원
- 사적 겐코 보루이 (하코마쓰)

## 사진

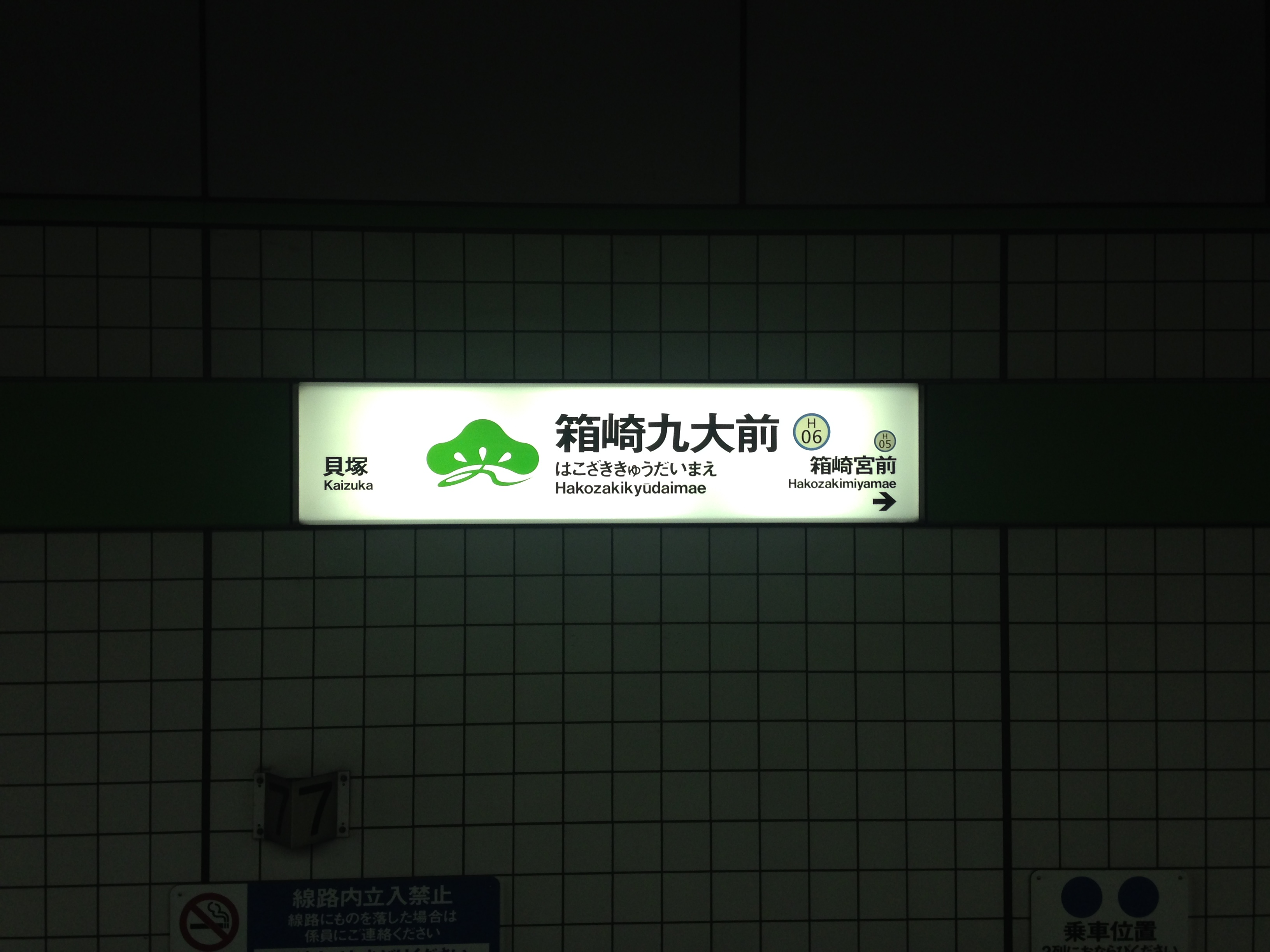
역명판

## 인접역
| 후쿠오카 시 지하철 ■ 하코자키 선         | 후쿠오카 시 지하철 ■ 하코자키 선 | 후쿠오카 시 지하철 ■ 하코자키 선 |
| ---------------------------------------- | -------------------------------- | -------------------------------- |
| H05 하코자키미야마에 나카스카와바타 방면 |                                  | 가이즈카 H07 가이즈카 방면       |